# OVNI magazine
OVNI est un magazine d'art, de littérature, de cinéma, de bande dessinée et de critique fondé à Montréal, et publié par Le Quartanier de 2008 à 2010.

## Description
OVNI compte quatre numéros parus entre 2008 et 2010. Le magazine, que la critique associe à l’avant-garde, publie des textes de création littéraire, de la bande dessinée, des chroniques, des entretiens avec des auteurs et des artistes, ainsi que de la critique d’art, de cinéma, de bande dessinée et de littérature.

## Comité de rédaction
Au moment de la parution de son premier numéro, le comité de rédaction d'OVNI est composé de Mathieu Arsenault, Christophe Bernard, Thierry Bissonnette, Érik Bordeleau, David Clerson, Éric de Larochellière, Karine Denault, Geneviève Gravel-Renaud, Annie Lafleur, Bertrand Laverdure, Wladimir Nguyen, Marc-Antoine K. Phaneuf et Patrick Poulin.